# Merrill Osmond

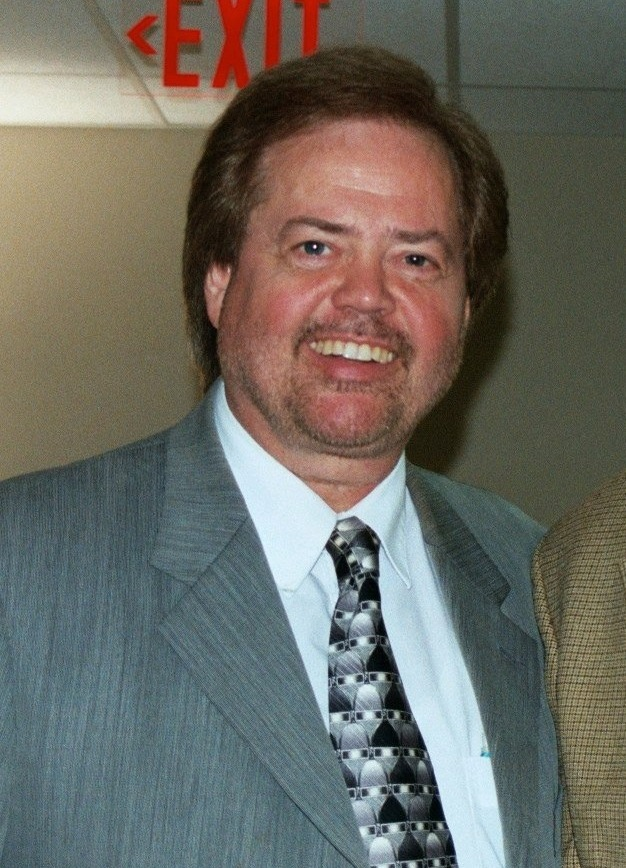
Merrill Osmond, 2002

Merrill Osmond (* 30. April 1953 in Ogden, Utah) ist ein US-amerikanischer Sänger und Schauspieler.
Er begann seine Karriere in den 1960er Jahren, als er mit seinen Brüdern Wayne und Jay in Disneyland auftrat. In den 1970er Jahren waren sie als The Osmonds sehr erfolgreich und stellten das weiße Gegenstück zu den Jacksons dar. In dieser Zeit hatten sie auch mehrere Nummer-1-Hits in den USA und in Europa. Zusammen mit seinen Brüdern macht er immer noch Musik und steht nebenbei ab und zu als Schauspieler vor der Kamera.

## Filmographie
- Die Reise von Jaimie McPheeters (1963)
- Die Osmonds (1972)
- Donny und Marie (1976)
- Celebrity Profile: Donny Osmond (2000)
- Inside the Osmonds (2001)
- Wir sind eine Familie (2003)